# Rogów Kamieński
Rogów Kamieński – zlikwidowany przystanek gryfickiej kolei wąskotorowej w Rogowie, w województwie zachodniopomorskim, w Polsce. Przystanek został zlikwidowany pomiędzy 1947 a 1959 rokiem.